# 君の好きなうた
「君の好きなうた」（きみのすきなうた）は、UVERworldの6枚目のシングル。2006年11月15日にgr8!recordsより発売された。

## 概要
前作「SHAMROCK」からおよそ3ヶ月ぶりとなるシングル。表題曲は、TBS『恋するハニカミ!』10〜12月テーマソングに使用された。当時の自己最高位であるオリコンチャート週間ランキング2位を記録。2週目も7位にランクインし、2週連続TOP10入りを果たした。
初回生産限定盤（CD＋DVD）・通常盤（CD）の2形態でのリリース。通常盤のジャケットでは、初めてアーティスト写真が使用された。
キャッチコピーは、『時代を超える名バラード完成！「恋するハニカミ！」テーマソング』

## 収録内容
| 全編曲: UVERworld & 平出悟。 |                                           |                     |              |       |
| #                            | タイトル                                  | 作詞                | 作曲         | 時間  |
| 1.                           | 「君の好きなうた」                        | TAKUYA∞             | TAKUYA∞      | 4:22  |
| 2.                           | 「EXTREME」                               | TAKUYA∞             | 彰 / TAKUYA∞ | 2:58  |
| 3.                           | 「優しさの雫 <アコースティック version>」 | Alice ice / TAKUYA∞ | 彰 / TAKUYA∞ | 5:06  |
| 合計時間:                    | 合計時間:                                 | 合計時間:           | 合計時間:    | 12:26 |

| #  | タイトル               | 作詞 | 作曲・編曲 |
| -- | ---------------------- | ---- | ---------- |
| 1. | 「2006 TOUR DOCUMENT」 |      |            |

### 楽曲・内容解説
CD
1. 君の好きなうた
TBS『恋するハニカミ!』10〜12月テーマソング。歌詞は過去の恋愛の集大成のつもりで書かれている[3]。リリースに伴い、再び『ミュージックステーション』『ポップジャム』『音楽戦士』に出演。『MUSIC STATION』では、初めてタモリとトークしている。仮タイトルは「気持ち重なるまで」。滋賀FM主催によるハックルベリーでのライブが初披露となった。TAKUYA∞は、「この曲が好き」とインタビューで発言している。PVには女優である黒川智花が出演した。シングル表題曲では初となる彰によるギターソロが取り入れられた。
2. 優しさの雫 <アコースティック version>
「優しさの雫」（1stアルバム『Timeless』収録）のアコースティックバージョン。

DVD
1. 2006 TOUR DOCUMENT
2006年9月14日から10月9日にかけ行われた2度目の全国ライブツアー『Live everyday as though it were last.』のドキュメント映像。

### 付属品
通常盤
- Xmasスペシャルライブイベント応募はがき封入（抽選招待）

初回生産限定盤
- 本人絵柄Xmas Card

## 収録アルバム
1. 君の好きなうた
  - 2ndスタジオ・アルバム『BUGRIGHT』に収録。また、同アルバムにアコースティックバージョンとして「君の好きなうた (Acoustic Version)」を収録。
  - 1stベスト・アルバム『Neo SOUND BEST』
  - 2ndベスト・アルバム『ALL TIME BEST - BALLADE BEST -』
2. EXTREME
  - なし
3. 優しさの雫 <アコースティック version>
  - 1stスタジオ・アルバム『Timeless』[注釈 1]
  - 1stベスト・アルバム『Neo SOUND BEST』[注釈 1]
  - 2ndベスト・アルバム『ALL TIME BEST -BALLADE BEST-』

## その他
2018年に発売された當山みれいのアルバム『Answer』にて、「君の好きなうた」のアンサーソングである「キミの好きなうた」が収録された。